# Taff-Ely
Taff-Ely var ett distrikt i grevskapet Mid Glamorgan, i Wales. Detta distrikt hade 99 700 invånare år 1992. Distriktet upprättades den 1 april 1974 genom att stadsdistriktet Pontypridd och del av stadsdistriktet Caerphilly, landsdistriktet Llantrisant and Llantwit Fardre slogs ihop med landsdistrikten Cardiff och Cowbridge. Det avskaffades 1 april 1996 och blev en del av Rhondda Cynon Taf och Cardiff.